# 新竹市兒童探索館
新竹市兒童探索館，前身為新竹世博台灣館（又稱新竹天燈館），位於臺灣新竹市東區。原為上海世界博覽會的臺灣展覽館，活動結束後由新竹市投標取得並重建，由達欣工程籌建，2013年2月21日正式啟用，2016年6月30日結束營業。
2017年9月4日，新竹市政府獲聯發科技捐款後，規劃轉型為新竹市兒童探索館，將維護成本高的球體LED燈拆除，但會保留外觀並設計天空閱覽區及親子閱讀區等。

## 園區設施
- 文創館

台灣館附屬的購物中心，約8900坪商場及文創空間，由台灣肥料舊廠房改建而成，當時由環球購物中心負責營運，2016年結束營業。
2022年3月3日，煙波國際觀光集團投入新台幣10億元，將從二層增建為五層，預計9月動工，2024年開幕。
- 貨櫃嬉遊村

由陽明海運提供的貨櫃組合而成的市集，屬於文創館的一部份。

## 交通

### 鐵路
- 臺灣鐵路
  - 內灣線－千甲車站